# مرغك العليا (ده كردي)
مرغك العليا (بالفارسية: مرغک علیا) هي قرية تقع في إيران في البلدة المركزية. يقدر عدد سكانها بـ 380 نسمة بحسب إحصاء 2016.